# Koninklijke Voetbalclub Red Star Waasland-Sportkring Beveren
El Koninklijke Voetbalclub Red Star Waasland-Sportkring Beveren és un equip de futbol belga de la ciutat de Beveren.

## Història
El club va ser fundat el 1936 com a K.F.C. Red Star Haasdonk. No fou fins a la temporada 2000-01 en que ascendí per primer cop a categoria nacional. Després de la seva primera temporada a tercera divisió el 2002, es traslladà a l'estadi del desaparegut Sint-Niklase i adoptà el nom KV Red Star Waasland. L'any 2010, es fusionà amb K.S.K. Beveren, esdevenint Waasland-Beveren.